# (367943) 2012 DA14
(367943) 2012 DA14は、アテン群またはアティラ群に属する直径が約45 m程度の地球近傍小惑星の1つである。2012年2月23日にスペインのラサグラ天文台で発見された。2012 DA14は珍しいL型小惑星であると考えられており、細長い形状をしている。自転周期は約9時間で、このサイズの小惑星にしては自転が比較的遅い。
2013年2月15日、2012 DA14は地表から地球半径の約4.3倍、すなわち27,700 kmという記録的な近さにまで地球に接近した。これは、対地同期軌道上の人工衛星よりも8,000km内側である。この地球への接近により、元々アポロ群に分類されていた軌道は大きく乱された。2012 DA14が地球に接近する約16時間前にロシア連邦のチェリャビンスク州へ隕石が大気圏へ突入しているが、隕石の落下方向と2012 DA14の接近方向は異なるため、両者は無関係であるとされている。

## 発見と過去の衝突リスク評価
2012 DA14は2012年2月23日、地球から0.0174 au（約260万 km）にまで接近した7日後にスペインのグラナダ県にあるラサグラ天文台の口径0.45 mの反射望遠鏡をマヨルカ天文台から遠隔操作して観測を行ったアマチュア天文家によって発見された。
2012年時点の短い観測弧（英語: Observation arc）で求められた比較的不正確な軌道予測でも、2012 DA14は2013年の接近では、地球半径の3.2倍よりも地球に接近しないことがすでに明らかになっていた。しかし当時は、2026年から2069年までのいずれかの地球への接近で、地球に影響が生じる累積確率は0.033%（3,030分の1）あるとされた。

## 2013年の接近

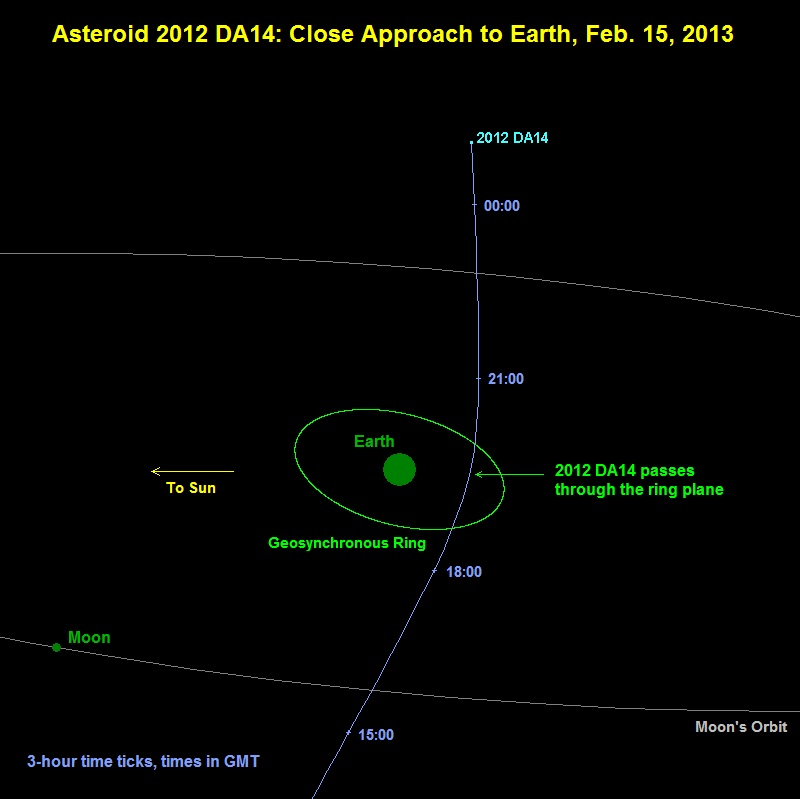
2013年2月15日のの軌道

2012年1月1日から2014年3月1日までのの軌跡を描いたアニメーション
·
太陽·
地球

2013年1月9日、チリにあるラスカンパナス天文台によって再び2012 DA14が観測され、観測弧が79日から321日へと一気に長くなった。2013年2月15日19時25分（世界協定時、日本標準時では16日4時25分）に、2012 DA14は地球中心から0.0002276 au（34,050 km）を通過した。不確実性は約0.0000001 au（15 km）であった。
最接近時の地表からの距離は27,743 kmで、これは静止軌道よりも地表に接近したことになる。人工衛星の静止軌道よりも内側に入るが、静止軌道自体も地球とは充分離れており、地球に衝突する可能性は非常に低いと考えられており、実際地球そのものには全く影響は無かった。地球接近時の2012 DA14を観測するのに最も適していたのはインドネシアで、東ヨーロッパ、アジア、オーストラリアも最接近した2012 DA14の観測に適していた。日本では明け方の空に7等級の明るさで見えたため、肉眼で見るのは不可能であったが、手軽な観測機器があれば観測可能であった。しかし、移動速度が1度あたり1分、満月を30秒で横切る程度の早さであるため、視野にとらえるには事前の準備が必要であった。
2012 DA14は地球を周回するどの人工衛星にも1,950 km未満にまでは接近しないと予想されていた。2月16日から2月20日にかけて、ゴールドストーン深宇宙通信施設でレーダー観測が行われ、2012 DA14が長さ20 × 40 mの細長い形状をしていることが示された。これにより、2012 DA14は28 mの幾何平均（球形）直径を持つことになる。
この接近の間、2012 DA14の物理的性質に関する情報を得るために、4つの異なる観測所にある5つの望遠鏡を通じて行う観測キャンペーンが実施された。可視光線および赤外線での測光観測と可視光線での分光観測がカナリア大望遠鏡、ガリレオ国立望遠鏡、カラル・アルト天文台で行われ、その観測結果がまとめられた。M4ASTと呼ばれるオンラインツールを使用した分類では、2012 DA14がL型小惑星という珍しいタイプに分類されることが示された。
観測された光度曲線から2012 DA14の正確な自転周期が求められ、8.95 ± 0.08時間という値が得られた。この値は、小惑星センターに報告された2012 DA14の全ての測光解析において確認された。また、地球接近前後のデータから、2012 DA14は地球に接近している間に自転が加速し、自転周期が9.8 ± 0.1時間から8.8 ± 0.1時間へと短くなったことが判明しており、光度曲線で推測された値とより互換性のある観測結果となっている。

### 軌道の変化

2013年の接近時の地球との距離のスケール。

2013年の地球への接近により、2012 DA14の公転周期は368日から317日へと短縮され、遠日点距離も1.110 auから0.9917 auとなった。この軌道の変化により、2012 DA14はほぼ常に地球軌道よりも内側を公転するようになり、地球近傍小惑星としての分類はアポロ群からアテン群（小惑星センターはアティラ群としている）に変化した。
次に地球に接近するのは2046年2月15日で、地球から約0.0148 au（約221万 km）の距離を通過すると予測されている。7つのレーダー観測でのデータに基づくと、次に2013年と同程度まで地球に接近するのは2123年2月16日だが、少なくとも地球の中心から0.0002 au（30,000 km）よりも接近することはない。2123年の接近での公称通過距離は月の中心からは0.003 au（45万 km）で、地球の中心からは0.005 au（75万 km）とされている。
| パラメーター | 元期          | 軌道長半径 | 近日点距離 | 遠日点距離 | 離心率 | 公転周期 | 軌道傾斜角 | 近日点引数 | 昇交点黄経 | 平均近点角 |
| 単位         | 元期          | au         | au         | au         | 離心率 | 日       | 度         | 度         | 度         | 度         |
| ------------ | ------------- | ---------- | ---------- | ---------- | ------ | -------- | ---------- | ---------- | ---------- | ---------- |
| 接近前       | 2012年9月30日 | 1.001      | 0.8935     | 1.110      | 0.1081 | 366.2    | 10.33      | 271.0      | 147.2      | 299.9      |
| 接近後       | 2013年4月18日 | 0.9103     | 0.8289     | 0.9917     | 0.0894 | 317.2    | 11.60      | 195.5      | 146.9      | 231.0      |

## 衝突時の影響
2013年の接近前の2012 DA14の衝突リスク評価は直径を45 m、質量を13万 tと推定して見積もられていた。トリノスケールは0、パレルモスケールは最大で-3.67である。仮に地球に衝突した場合、大気圏への突入速度は12.72 km/sで、生じる運動エネルギーはTNT換算で2.4メガトンになり、高度約10.1 kmで爆発を起こしてTNT換算で2.1メガトンもの威力を持つエアバーストが生じると推定されている。アメリカ航空宇宙局（NASA）はこの規模の小惑星が仮に衝突した場合、東京都の面積の半分に当たる1,200 km2が吹き飛ぶと試算している。この規模の小惑星が2013年の時ほど接近する頻度は40年に1度程度、衝突する頻度は1,200年に1度であるとされている。しかし、仮に衝突したとしても、衝突地点は南極地域であると推され、海に落ちて津波が発生してもそれほど大きくはならないと考えられていた。

## 名称
2012 DA14は Duende という固有名を持っている。この固有名はイベリア半島、ラテンアメリカ、フィリピンの民間伝承に登場している、妖精またはゴブリンのような神話上の生物ドゥエンデにちなんで命名された。2013年11月17日に小惑星センターから発行された小惑星回報（M.P.C. 85916）にて、この固有名が正式に命名された。